# Автосвязывание
Автоматическое связывание (от англ. Auto-linking) — механизм автоматического определения необходимых библиотек при компоновке программ на языках Си или C++. Он активируется при помощи строки вида #pragma comment(lib, <название>), указываемой в заголовочных файлах библиотеки.
Большинство Windows-компиляторов по умолчанию поддерживает автосвязывание, но GCC данную технологию не поддерживает .